# Soyka Saddle
Der Soyka Saddle (englisch; bulgarisch седловина Сойка sedlowina Sojka) ist ein vereister und 1250 m hoher Bergsattel auf Clarence Island im Archipel der Südlichen Shetlandinseln. Er verbindet den Ravelin Ridge mit dem Urda Ridge. Der Bergsattel liegt südsüdwestlich des Jerez Peak, nordnordöstlich des Mount Llana, 4,6 km ostnordöstlich des Vaglen Point, 6,07 km südsüdöstlich des Humble Point und 4,45 km westnordwestlich des Lebed Point. Der Highton-Gletscher liegt östlich von ihm.
Britische Wissenschaftler kartierten ihn 1972 und 2009. Die bulgarische Kommission für Antarktische Geographische Namen benannte ihn 2014 nach der Ortschaft Sojka im Süden Bulgariens.